# Hệ thống giải đấu bóng đá Scotland
Hệ thống các giải bóng đá ở Scotland là một chuỗi các giải đấu không liên kết với nhau của các đội bóng Scotland. Hệ thống giải đấu Scotland phức tạp hơn các hệ thống giải quốc gia khác, gồm rất nhiều các hệ thống tách biệt hoàn toàn và thứ hạng của hệ thống và câu lạc bộ cũng vậy, bao gồm Bóng đá Chuyên nghiệp, Bóng đá Trẻ, bên dưới là Bóng đá Nghiệp dư và Bóng đá Phúc lợi.
Trong bóng đá Chuyên nghiệp có một giải quốc gia là Scottish Professional Football League, gồm 4 hạng đấu. Cũng có nhiều giải địa phương khác (đáng chú ý là Highland Football League và từ 2013 có thêm Lowland Football League). Từ mùa giải 2014–15, lần đầu tiên được giới thiệu có sự lên xuống hạng giữa các giải địa phương và giải SPFL.
Rangers là đội giữ kỷ lục vô địch với 54 lần.
Một đội bóng chuyên nghiệp ở Anh là Berwick Rangers đang thi đấu ở hệ thống giải Scotland tại Scottish League Two. Một số đội bóng nhỏ Anh khác chơi ở cấp độ thấp nhất, nằm tại hoặc xung quanh vùng biên giới Anh-Scotland, cũng tham gia hệ thống giải Scotland vì lý do địa lý và di chuyển.
Tính đến mùa giải 2014–15 có tổng cộng 925 đội bóng đang chơi Bóng đá thứ Bảy.

## Hệ thống bóng đá nam
Nhìn chung, hệ thống bóng đá nam ở Scotland thuộc loại gập gãy và đa khía cạnh nhất châu Âu, trở nên độc nhất khi có một lượng lớn các tổ chức quản lý nam (với Seniors, Juniors, Amateurs và Welfarers – xem bên dưới). Hiếm khi có một thị trấn hay hạt bất kì có câu lạc bộ ở tận 3 hoặc 4 hệ thống khác nhau.
Cho đến gần đây, bóng đá Soctland chưa có hệ thống giải đấu, và hậu quả là gần như không thể cho các câu lạc bộ ở cuối hệ thống có thể lên cao, hoặc các đội yếu phải xuống hạng được. Quá trình hình thành một hệ thống bóng đá bắt đầu từ năm 2008 dưới nhiệm kỳ của giám đốc Hiệp hội bóng đá Scotland (SFA) ông Gordon Smith, với sự thảo luận của SFA và các giải vùng hoặc trẻ, và ngày 7 tháng 5 năm 2013 các đội bóng ở Scottish Premier League nhất trí giới thiệu một tháp hệ thống cho bóng đá Scotland và sự giới thiệu lại tổ chức quản lý cho tất cả 42 câu lạc bộ, một mô hình phân phối tài chính được xem xét lại và khả năng lên xuống hạng giữa 2 hạng đấu cao nhất.

### Bóng đá Chuyên nghiệp
Hệ thống như hiện tại được tạo ra từ mùa giải 2013-14, khi Scottish Professional Football League được tạo thành bởi sự hợp nhất Scottish Premier League (Cấp độ 1) và Scottish Football League (Cấp độ 2–4). Cùng lúc đó, Lowland Football League được thành lập. Ở mỗi hạng đấu, có tên chính thức, tên tài trợ, số đội và số trận như sau:
| Cấp độ | Giải đấu/Hạng đấu                                                                 | Giải đấu/Hạng đấu                                                                 | Giải đấu/Hạng đấu                                                                 | Giải đấu/Hạng đấu                                                                  | Giải đấu/Hạng đấu                                                            | Giải đấu/Hạng đấu                                                            |
| ------ | --------------------------------------------------------------------------------- | --------------------------------------------------------------------------------- | --------------------------------------------------------------------------------- | ---------------------------------------------------------------------------------- | ---------------------------------------------------------------------------- | ---------------------------------------------------------------------------- |
| 1      | Scottish Premiership (Ladbrokes Premiership) 12 CLB thi đấu 38 trận               | Scottish Premiership (Ladbrokes Premiership) 12 CLB thi đấu 38 trận               | Scottish Premiership (Ladbrokes Premiership) 12 CLB thi đấu 38 trận               | Scottish Premiership (Ladbrokes Premiership) 12 CLB thi đấu 38 trận                | Scottish Premiership (Ladbrokes Premiership) 12 CLB thi đấu 38 trận          | Scottish Premiership (Ladbrokes Premiership) 12 CLB thi đấu 38 trận          |
| 2      | Scottish Championship (Ladbrokes Championship) 10 CLB thi đấu 36 trận             | Scottish Championship (Ladbrokes Championship) 10 CLB thi đấu 36 trận             | Scottish Championship (Ladbrokes Championship) 10 CLB thi đấu 36 trận             | Scottish Championship (Ladbrokes Championship) 10 CLB thi đấu 36 trận              | Scottish Championship (Ladbrokes Championship) 10 CLB thi đấu 36 trận        | Scottish Championship (Ladbrokes Championship) 10 CLB thi đấu 36 trận        |
| 3      | Scottish League One (Ladbrokes League One) 10 CLB thi đấu 36 trận                 | Scottish League One (Ladbrokes League One) 10 CLB thi đấu 36 trận                 | Scottish League One (Ladbrokes League One) 10 CLB thi đấu 36 trận                 | Scottish League One (Ladbrokes League One) 10 CLB thi đấu 36 trận                  | Scottish League One (Ladbrokes League One) 10 CLB thi đấu 36 trận            | Scottish League One (Ladbrokes League One) 10 CLB thi đấu 36 trận            |
| 4      | Scottish League Two (Ladbrokes League Two) 10 CLB thi đấu 36 trận                 | Scottish League Two (Ladbrokes League Two) 10 CLB thi đấu 36 trận                 | Scottish League Two (Ladbrokes League Two) 10 CLB thi đấu 36 trận                 | Scottish League Two (Ladbrokes League Two) 10 CLB thi đấu 36 trận                  | Scottish League Two (Ladbrokes League Two) 10 CLB thi đấu 36 trận            | Scottish League Two (Ladbrokes League Two) 10 CLB thi đấu 36 trận            |
| 5      | Highland Football League (Press & Journal Highland League) 18 CLB thi đấu 34 trận | Highland Football League (Press & Journal Highland League) 18 CLB thi đấu 34 trận | Highland Football League (Press & Journal Highland League) 18 CLB thi đấu 34 trận | Lowland Football League (Scottish Sun Lowland League) 15 CLB thi đấu 28 trận       | Lowland Football League (Scottish Sun Lowland League) 15 CLB thi đấu 28 trận | Lowland Football League (Scottish Sun Lowland League) 15 CLB thi đấu 28 trận |
| 6      |                                                                                   |                                                                                   |                                                                                   | East of Scotland Football League (Central Taxis EOS League) 15 CLB thi đấu 28 trận | South of Scotland Football League 14 CLB thi đấu 26 trận                     |                                                                              |

Vẫn có một giải chuyên nghiệp là North Caledonian Football League – không được xem xét vào hệ thống. Nó nằm ở cực Bắc nước Anh, gồm một đội ở đảo Orkney, và hiện tại có 6 CLB thi đấu 10 trận.
Các giải đấu dưới Cấp độ 4 được xếp loại "non-league football" (Bóng đá không giải đấu), nghĩa là nó nằm ngoài Scottish Professional Football League và chơi ở cấp độ khu vực, không phải ở quốc gia. Lowland League song song với Highland League. Các hạng đấu này tạo thành cấp độ 5 trong hệ thống và từ mùa giải 2014–15, hai đội vô địch sẽ thi đấu play-off với nhau để chọn ra đội chiến thắng đấu với đội bóng xếp thứ 10 ở League Two trong trận play-off lên xuống hạng. Dưới Lowland League là East of Scotland Football League (15 câu lạc bộ, trong đó có 2 đội dự bị, một cấu trúc mới) và South of Scotland Football League (14 câu lạc bộ trong 1 hạng đấu) với sự lên xuống hạng với Lowland League.
Tính đến mùa giải 2014–15, tổng cộng 111 đội thi đấu trong  9 hạng đấu. Hầu hết các đội chuyên nghiệp là thành viên của Scottish Football Association và tham dự Scottish Cup, mặc dù có một số đội ở cấp độ thấp hơn không được phép tham gia vì sân đấu không đảm bảo điều kiện. Có tối đa 2 đội không phải SFA mới được tham gia Scottish Cup bằng cách vô địch East hoặc South. Có rất nhiều giải đấu cup, đôi khi có các đội dự bị của các câu lạc bộ ở Scottish Professional Football League, và một số cup dành cho các đội bóng ở nhiều giải đấu.

### Bóng đá Trẻ
Ngoài hệ thống quốc gia được giám sát bởi Scottish Junior Football Association, là 3 khu vực đội trẻ, Scottish Junior Football Association, West Region có 63 câu lạc bộ; Scottish Junior Football Association, East Region có 61 câu lạc bộ; và Scottish Junior Football Association, North Region có 37 câu lạc bộ. Tính đến mùa giải 2014–15 có tổng cộng 161 đội thi đấu ở 12 hạng đấu.
Các đội bóng này hoạt động độc lập với Scottish Football Association, ngoại trừ Girvan (vì lý do lịch sử từng là thành viên của cả SFA và SJFA),  Linlithgow Rose và Banks O' Dee (cùng gia nhập SFA năm 2013). Họ tham gia nhiều giải cup, ví dụ như Scottish Junior Cup. Cụm từ 'junior' không phải chỉ về tuổi cầu thủ mà là về cấp độ bóng đá đang thi đấu. Có tối đa 4 đội  không thuộc SFA có thể tham gia Scottish Cup mỗi mùa giải bằng việc vô địch Superleagues hoặc Junior Cup. Banks O' Dee cũng tham gia các giải đấu Chuyên nghiệp như Aberdeenshire Cup và Shield, và vận hành một đội U20 thi đấu ở Aberdeenshire & District League.

### Bóng đá Nghiệp dư
Vẫn tách biệt với các giải trên, chấp nhận nằm dưới các cấp độ chuyên nghiệp và trẻ, có hơn 1000 câu lạc bộ ở Scottish Amateur Football Association nằm ở 50 giải đấu khác nhau  - mặc dù nó cũng bao gồm cả bóng đá Chủ Nhật và giải Futsal. Uy tín tập trung vào giải đấu lịch sử Scottish Amateur Cup. Bởi một số lý do lịch sử nên Glasgow University là thành viên của cả SFA và SAFA, tham gia Scottish Cup và South Challenge Cup. Một số câu lạc bộ chuyên nghiệp và trẻ cho các đội dự bị của họ thi đấu ở bóng đá Nghiệp dư.
Tính đến mùa giải 2014–15 có 649 đội bóng – ở 16 giải địa lý khác nhau có tổng cộng 58 hạng đấu – thi đấu bóng đá thứ Bảy dưới một mùa giải bình thường tháng 8 – tháng 5. Tuy nhiên có ngoại lệ cho khoảng 150 đội thi đấu ở 4 giải Saturday Morning League (gồm 1 giải cho Đại học) ở Dundee và Glasgow, và khoảng 50 CLB thi đấu ở 2 giải Churches Leagues. Bóng đá Sinh viên và Công an cũng liên kết với SAFA.

### Bóng đá Phúc lợi
Khá đồng thời với Scottish Amateur Football Association là Scottish Welfare Football Association, có tăm tiếng rất nhỏ. SWFA được thành lập do hậu quả của Thế chiến thứ I, và vận hành các giải đấu thi đấu bóng đá Chủ nhật và mùa hè hoặc giữa tuần, đa số ở Bắc Scotland. Từ đỉnh cao gồm hơn 500 câu lạc bộ, tháng 11 năm 2012 có 158 đội thi đấu, giảm từ 238 đội năm 2007.
Tính đến mùa giải 2014–15 chỉ có 4 đội bóng – giải đấu tí hon Central Scottish Welfare League - thi đấu bóng đá thứ Bảy như một mùa giải bình thường.

## Hệ thống bóng đá nữ
3 cấp độ của bóng đá nữ Scotland được cấu trúc như sau:
| Cấp độ | Giải đấu/Hạng đấu                                             | Giải đấu/Hạng đấu                                             | Giải đấu/Hạng đấu                                             | Giải đấu/Hạng đấu                                             |
| ------ | ------------------------------------------------------------- | ------------------------------------------------------------- | ------------------------------------------------------------- | ------------------------------------------------------------- |
| 1      | Scottish Women's Premier League 12 câu lạc bộ                 | Scottish Women's Premier League 12 câu lạc bộ                 | Scottish Women's Premier League 12 câu lạc bộ                 | Scottish Women's Premier League 12 câu lạc bộ                 |
| 2      | Scottish Women's Football League First Division 12 câu lạc bộ | Scottish Women's Football League First Division 12 câu lạc bộ | Scottish Women's Football League First Division 12 câu lạc bộ | Scottish Women's Football League First Division 12 câu lạc bộ |
| 3      | Second Division East/Central tối đa 12 câu lạc bộ             | Second Division North tối đa 12 câu lạc bộ                    | Second Division South East tối đa 12 câu lạc bộ               | Second Division West tối đa 12 câu lạc bộ                     |